# Baldomero Falcones
Baldomero Falcones Jaquotot (Mallorca, 1946) es un empresario español.

## Trayectoria profesional
Baldomero Falcones ha sido Presidente y Consejero Delegado de Fomento de Construcciones y Contratas (FCC), grupo de servicios y construcción europeo, de diciembre de 2007 a enero de 2013. FCC se incluye en el índice IBEX 35, que comprende las 35 empresas más importantes de la Bolsa española
Falcones ha sido Chairman de MasterCard Internacional (Nueva York). Ha llevado la fusión entre MasterCard y Europay y la transformación de MasterCard a hacerse pública en el NYSE en marzo de 2006. Ha sido el director general de Banco Santander Central Hispano y miembro del Comité ejecutivo de dirección a partir de 1987 hasta 2002 con responsabilidades diferentes primero como jefe de la División Internacional, más tarde como Vicepresidente y presidente del Crédito al consumo del Banco Santander (ex-Hispamer) y finalmente como director general de Medios y Costes a nivel global del grupo
En su carrera extensa, Falcones ha sido el presidente de Banco Urquijo Limited (UK), del Hispano Americano Sociedade do Investimento (Portugal), Banco Hispano Americano Benelux, Banco Urquijo Chile, Fiat Finance S.A., Santander Seguros S.A. y el presidente de Banco Hispano de inversión Industrial. Después de su carrera en la banca, funda con algunos excompañeros del Santander (Ángel Corcóstegui) y otros socios (Enrique Leyva y Joao Talone), Magnum Industrial Partners, la firma del capital riesgo más grande en España y Portugal. Además, ha sido el miembro del consejo de administración de Unión Fenosa, CESCE, Generalli España, Seguros La Estrella, Europay International, BANIF (Santander Private Banking) así como cabeza de RWE en España.

## Formación
Fue alumno del Instituto Ramiro de Maeztu de Madrid, titulándose después en Ingeniería de Montes por la Universidad Politécnica de Madrid en 1970 como segundo de su promoción y amplió sus estudios con un MBA por IESE en 1972. Sigue relacionado con IESE como miembro del Consejo consultivo de Alumnos.

## Otros
Falcones se encuentra casado y tiene cinco hijos, Baldomero, Jaime, Sofía, Álvaro y Paloma. Ha sido Presidente de Plan España y miembro de su consejo internacional. Plan es una de las agencias de desarrollo internacionales más antiguas y más grandes en el mundo. Hoy día con un presupuesto anual de 600 millones de dólares, Plan apoya a más de nueve millones de personas, generalmente niños, en países de desarrollo.
Ha sido miembro del patronato de la fundación Príncipe de Asturias, fundación Carolina, miembro del Consejo Económico de Fundación Albeniz – Escuela de Reina Sofía de la Música y exvicepresidente de la Asociación española Contra el Cáncer (AECC). También ha sido miembro de los patronatos de las fundaciones Madrid Vivo, fundación independiente, ADIPROPE y acción por la música.